# Championnat de Belgique masculin de handball 1993-1994
Navigation
Division 1 1992-1993 Division 1 1994-1995
La saison 1993-1994 du Championnat de Belgique masculin de handball est la 36e édition de la plus haute division de handball en Belgique. La première phase du championnat, la phase classique, est suivie des Play-offs pour les quatre premières équipes.
Cette édition est remportée par le tenant du titre de l'Initia HC Hasselt qui remporte son cinquième titre. Comme la saison précédente, l'Initia termine devant le Sporting Neerpelt. Le HC Kiewit termine quant à lui à la troisième place, ce qui constitue le meilleur résultat du club. Enfin, l'Union beynoise termine comme la saison précédente, au pied du podium. 
Cette saison est entre autres marquée par le forfait général de l'Olympia Beringen en mars 1994. L'Apolloon Courtrai, qui aurait dû être le second club relégué, est finalement repêché. Deux formations, l'Ajax Lebbeke et le HK Waasmunster, étant malgré tout promus, la saison suivante se joue ainsi à 13 clubs.

## Participants
| Club                | Classement 1992-1993 | Matricule | Localisation  | Entraîneur                    | Salle | Capacité |
| ------------------- | -------------------- | --------- | ------------- | ----------------------------- | ----- | -------- |
| Initia HC Hasselt   | 1er                  | 142       | Hasselt       | Guus Cantelberg               | ?     | ?        |
| Sporting Neerpelt   | 2e                   | 112       | Neerpelt      | ?                             | ?     | ?        |
| HC Herstal-Liège    | 3e                   | 58        | Herstal       | Jacky Bar Thierry Herbillon   | ?     | ?        |
| Union beynoise      | 4e                   | 3         | Beyne-Heusay  | Christian Verbert Eddy Bonten | ?     | ?        |
| KV Sasja HC Hoboken | 5e                   | 41        | Anvers        | ?                             | ?     | ?        |
| Olse Merksem HC     | 6e                   | 48        | Anvers        | ?                             | ?     | ?        |
| HC Kiewit           | 7e                   | 156       | Hasselt       | ?                             | ?     | ?        |
| HC Eynatten         | 8e                   | 5         | Raeren        | ?                             | ?     | ?        |
| KTSV Eupen 1889     | 9e                   | 152       | Eupen         | ?                             | ?     | ?        |
| HV Arena Hechtel    | 10e                  | 152       | Hechtel-Eksel | ?                             | ?     | ?        |
| Olympia Beringen    | 1er (D2)             | ?         | Beringen      | ?                             | ?     | ?        |
| Apolloon Courtrai   | 2e (D2)              | 198       | Courtrai      | ?                             | ?     | ?        |

### Localisation
| \| O.Beringen Initia Hasselt U.Beynoise Olse Merksem HC KV Sasja HC Sporting Neerpelt Herstal-Liège HV Arena Eupen Apolloon Kortrijk Eynatten HC Kiewit \| Localisation des clubs engagés dans le championnat |
| O.Beringen Initia Hasselt U.Beynoise Olse Merksem HC KV Sasja HC Sporting Neerpelt Herstal-Liège HV Arena Eupen Apolloon Kortrijk Eynatten HC Kiewit                                                          |

Nombre d'équipes par Province
| # | Province                        | Nombre | Équipe(s)                                                                           |
| - | ------------------------------- | ------ | ----------------------------------------------------------------------------------- |
| 1 | Province de Limbourg            | 5      | Initia HC Hasselt, Sporting Neerpelt, HV Arena Hechtel, HC Kiewit, Olympia Beringen |
| 2 | Province de Liège               | 4      | Union beynoise, HC Herstal-Liège, KTSV Eupen 1889, HC Eynatten                      |
| 3 | Province d'Anvers               | 2      | KV Sasja HC Hoboken, Olse Merksem HC                                                |
| 4 | Province de Flandre-Occidentale | 1      | Apolloon Kortrijk                                                                   |

## Compétition

### Organisation du championnat
La saison régulière est disputée par 12 équipes jouant chacune l'une contre l'autre à deux reprises selon le principe des phases aller et retour. Une victoire rapporte 2 points, une égalité, 1 point et, donc une défaite 0 point.
Après la saison régulière, les 4 équipes les mieux classées s'engagent dans les play-offs. Ceux-ci constituent un nouveau championnat qui désignera le champion ainsi que les tickets européens. Les quatre équipes s'affrontent en phase aller-retour, dans laquelle le premier débute avec 4 points, le deuxième avec 3 points, le troisième avec 2 points et le quatrième avec 1 point. 
Les 8 dernières équipes de la phase régulière ne s'engagent pas dans des play-downs, ce qui fait que les deux dernières équipes sont reléguées en division 2.

### Saison régulière

#### Classement
|    | Équipe                | Pts | J  | G  | N | P  | Bp  | Bc  | Diff |
| -- | --------------------- | --- | -- | -- | - | -- | --- | --- | ---- |
| 1  | Initia HC Hasselt (T) | 39  | 22 | 19 | 1 | 2  | 502 | 385 | 117  |
| 2  | Sporting Neerpelt (C) | 36  | 22 | 18 | 0 | 4  | 518 | 409 | 109  |
| 3  | Union beynoise        | 35  | 22 | 17 | 1 | 4  | 519 | 401 | 118  |
| 4  | HC Kiewit             | 34  | 22 | 16 | 2 | 4  | 529 | 439 | 90   |
| 5  | KV Sasja HC Hoboken   | 26  | 22 | 13 | 0 | 9  | 480 | 431 | 49   |
| 6  | HC Herstal-Liège      | 22  | 22 | 10 | 2 | 10 | 480 | 447 | 33   |
| 7  | KTSV Eupen 1889       | 21  | 22 | 9  | 3 | 10 | 453 | 471 | -18  |
| 8  | HV Arena Hechtel      | 19  | 22 | 8  | 3 | 11 | 445 | 487 | -42  |
| 9  | HC Eynatten           | 11  | 22 | 5  | 1 | 16 | 428 | 506 | -78  |
| 10 | Olse Merksem HC       | 11  | 22 | 5  | 1 | 16 | 392 | 493 | -101 |
| 11 | Apolloon Courtrai     | 10  | 22 | 4  | 2 | 16 | 524 | 551 | -27  |
| 12 | Olympia Beringen      | 0   | 22 | 0  | 0 | 22 | 221 | 472 | -251 |

|                 | Qualification pour les Play-Offs  |
|                 | Play-Downs                        |
| (T)             | Tenant du titre                   |
| en augmentation | Promu de 1992                     |
| (C)             | Vainqueur de la Coupe de Belgique |

#### Matchs
| Résultats (dom.\ext.)                                      | SNE   | HCK   | HER   | IHA   | KVS   | OME   | UBE   | ARE   | AKO   | BER   | EUP   | HCE   |
| Sporting Neerpelt                                          |       | 22-21 | 17-18 | 19-20 | 26-22 | 26-15 | 20-19 | 19-15 | 31-27 | 10-0  | 28-22 | 28-17 |
| HC Kiewit                                                  | 26-21 |       | 30-29 | 24-19 | 29-21 | 24-16 | 20-21 | 26-17 | 29-24 | 31-20 | 20-22 | 18-17 |
| HC Herstal-Liège                                           | 21-25 | 19-20 |       | 25-28 | 22-17 | 20-14 | 21-28 | 17-18 | 27-26 | 10-0  | 22-16 | 27-20 |
| Initia HC Hasselt                                          | 17-16 | 25-21 | 20-18 |       | 24-23 | 33-9  | 20-18 | 20-21 | 29-15 | 27-12 | 18-17 | 27-16 |
| KV Sasja HC Hoboken                                        | 19-20 | 20-21 | 24-20 | 16-17 |       | 27-18 | 15-24 | 24-21 | 19-17 | 27-15 | 26-23 | 27-16 |
| Olse Merksem HC                                            | 16-21 | 18-27 | 18-20 | 10-18 | 17-24 |       | 20-30 | 18-18 | 21-18 | 25-15 | 20-25 | 19-16 |
| Union Beynoise                                             | 16-17 | 25-25 | 18-17 | 15-16 | 20-16 | 30-20 |       | 29-21 | 30-22 | 33-22 | 26-18 | 30-25 |
| HV Arena Hechtel                                           | 18-24 | 21-32 | 24-31 | 19-22 | 21-27 | 20-18 | 20-27 |       | 25-24 | 24-20 | 23-25 | 23-21 |
| Apolloon Courtrai                                          | 27-29 | 21-29 | 18-28 | 24-24 | 24-25 | 26-29 | 17-20 | 27-27 |       | 10-0  | 26-24 | 31-23 |
| Olympia Beringen                                           | 15-33 | 20-30 | 21-34 | 13-34 | 0-10  | 0-10  | 0-10  | 20-25 | 22-37 |       | 21-21 | 0-10  |
| KTSV Eupen 1889                                            | 33-20 | 22-22 | 19-19 | 16-28 | 19-22 | 26-21 | 12-17 | 17-17 | 28-24 | 30-14 |       | 23-22 |
| HC Eynatten                                                | 18-33 | 19-24 | 16-15 | 18-23 | 18-29 | 29-20 | 17-23 | 20-20 | 31-29 | 21-17 | 18-20 |       |
| - Victoire à domicile - Match nul - Victoire à l'extérieur |       |       |       |       |       |       |       |       |       |       |       |       |

### Play-offs

#### Classement
|   | Équipe                | Pts | J | G | N | P | Bp  | Bc  | Diff |
| - | --------------------- | --- | - | - | - | - | --- | --- | ---- |
| 1 | Initia HC Hasselt (C) | 14  | 6 | 4 | 2 | 0 | 122 | 107 | 15   |
| 2 | Sporting Neerpelt     | 7   | 6 | 2 | 0 | 4 | 136 | 132 | 4    |
| 3 | HC Kiewit             | 7   | 6 | 2 | 2 | 2 | 128 | 136 | -8   |
| 4 | Union beynoise        | 6   | 6 | 2 | 0 | 4 | 130 | 136 | -6   |

|     | Qualification pour la Ligue des champions (C1) |
|     | Qualification pour la Coupe des coupes (C2)    |
|     | Qualification pour la Coupe de l'EHF (C3)      |
|     | Qualification pour la Coupe des Villes (C4)    |
| (C) | Vainqueur de la Coupe de Belgique              |

#### Matchs
| Résultats (dom.\ext.)                                      | HCK   | UBE   | SNE   | IHA   |
| HC Kiewit                                                  |       | 27-26 | 20-29 | 23-23 |
| Union beynoise                                             | 26-20 |       | 28-21 | 16-22 |
| Sporting Neerpelt                                          | 21-22 | 27-20 |       | 18-19 |
| Initia HC Hasselt                                          | 16-16 | 19-14 | 23-20 |       |
| - Victoire à domicile - Match nul - Victoire à l'extérieur |       |       |       |       |

### Champion
| Champion de Belgique de handball 1993-1994 Initia Handbal Club Hasselt 5e titre |

## Bilan

### Classement final
| Rang | Équipe                |
| ---- | --------------------- |
| 1er  | Initia HC Hasselt (T) |
| 2e   | Sporting Neerpelt (C) |
| 3e   | HC Kiewit             |
| 4e   | Union beynoise        |
| 5e   | KV Sasja HC Hoboken   |
| 6e   | HC Herstal-Liège      |
| 7e   | KTSV Eupen 1889       |
| 8e   | HV Arena Hechtel      |
| 9e   | HC Eynatten           |
| 10e  | Olse Merksem HC       |
| 11e  | Apolloon Courtrai ,.  |
| 12e  | Olympia Beringen      |

|                 | Champion de Belgique et qualifiés pour la Ligue des champions (C1) |
|                 | Qualification pour la Coupe des coupes (C2)                        |
|                 | Qualifiés pour la Coupe de l'EHF (C3)                              |
|                 | Qualification pour la Coupe des Villes (C4)                        |
|                 | Relégués en Division 1                                             |
| (T)             | Tenant du titre                                                    |
| (C)             | Vainqueur de la Coupe de Belgique                                  |
| en augmentation | Promu de début de saison en Division 1                             |

### Parcours en coupes d'Europe
| Club              | Compétition              | Tour d'entrée       | Résultat                       | Dernier adversaire |
| Initia HC Hasselt | Ligue des champions (C1) | 2e tour             | éliminé au 2e tour             | ABC Braga          |
| Union beynoise    | Coupe des coupes (C2)    | Seizièmes de finale | éliminé en huitièmes de finale | GOG Gudme          |
| Sporting Neerpelt | Coupe de l'EHF (C3)      | 1er tour            | éliminé au 1er tour            | RK Sisak           |
| HC Herstal-Liège  | Coupe des Villes (C4)    | 1er tour            | éliminé au 1er tour            | RK Metalurg Skopje |

### Bilan de la saison
| Tableau d'honneur de la saison 1993-1994 |                                    |                   |
| Compétition                              | Vainqueur                          | Commentaire       |
| Championnat de Belgique                  | Initia HC Hasselt                  | 5e titre          |
| Coupe de Belgique                        | Sporting Neerpelt                  | 5e victoire       |
| Qualifications européennes               |                                    |                   |
| Compétition                              | Qualifiés                          | Commentaire       |
| Ligue des champions (C1)                 | Initia HC Hasselt                  | Champion          |
| Coupe des coupes (C2)                    | Sporting Neerpelt                  | Vice-champion     |
| Coupe de l'EHF (C3)                      | HC Kiewit                          | Troisième         |
| Coupe des Villes (C4)                    | Union beynoise                     | Quatrième         |
| Promotions et relégations                |                                    |                   |
| Promu en Division 1 (D1)                 | Ajax Lebbeke HK Waasmunster        | 1er 2e            |
| Relégation en Division 2 (D2)            | Apolloon Courtrai Olympia Beringen | 11e (repéché) 12e |